# Rivetina tarda
Rivetina tarda är en bönsyrseart som beskrevs av Aare Lindt 1980. Rivetina tarda ingår i släktet Rivetina och familjen Mantidae. Inga underarter finns listade i Catalogue of Life.